# Kathleen Crowley
Pour les articles homonymes, voir Crowley.
Betty Jane Crowley, née le 26 décembre 1929 à Green Bank (en) (New Jersey) et morte le 23 avril 2017 au même lieu, est une actrice américaine, connue comme Kathleen Crowley.

## Biographie
En 1950, Kathleen Crowley intègre l'American Academy of Dramatic Arts de New York puis débute au cinéma dans le western Le Fouet d'argent d'Harmon Jones (1953, avec Rory Calhoun et Dale Robertson), genre auquel elle contribue à plusieurs reprises.
Suivent seize autres films américains, dont Sur la piste de l'Oregon de William Beaudine (1956, avec Fess Parker et Sebastian Cabot), Le Collier de fer de R. G. Springsteen (1963, avec Audie Murphy et Charles Drake) et La Descente infernale de Michael Ritchie (son avant-dernier film, 1969, avec Robert Redford et Gene Hackman).
Son dernier film est Au-delà de la sentence (en) de Sidney J. Furie (1970, avec Barry Newman et Diana Muldaur), après lequel elle se retire définitivement.
À la télévision américaine, souvent aussi dans le domaine du western, Kathleen Crowley contribue à soixante-six séries, les quatre premières en 1951 ; la dernière est Le Grand Chaparral (un épisode, 1969).
Entretemps, mentionnons Maverick (huit épisodes, 1957-1962), Perry Mason (trois épisodes, 1958-1966) et Bonanza (trois épisodes, 1960-1968).
S'ajoutent deux téléfilms, diffusés respectivement en 1963 et 1965.

## Filmographie partielle

### Cinéma
- 1953 : Le Fouet d'argent (The Silver Whip) d'Harmon Jones : Kathy Riley
- 1953 : La Jolie Batelière (The Farmer Takes a Wife) d'Henry Levin : Susanna
- 1954 : Objectif Terre (Target Earth) de Sherman A. Rose : Nora King
- 1953 : Les Corsaires de l'espace (Sabre Jet) de Louis King : Susan Crenshaw
- 1955 : Dix hommes à abattre (Ten Wanted Men) de H. Bruce Humberstone : Marva Gibbons
- 1956 : Sur la piste de l'Oregon (Westward Ho, the Wagons!) de William Beaudine : Laura Thompson
- 1957 : The Quiet Gun de William F. Claxton : Teresa Carpenter
- 1957 : The Phantom Stagecoach de Ray Nazarro : Fran Maroon
- 1958 : Le Retour du satellite (The Flame Barrier) de Paul Landres : Carol Dahlmann
- 1959 : Dans les griffes du vampire (Curse of the Undead) d'Edward Dein : Dolores Carter
- 1959 : The Rebel Set de Gene Fowler Jr. : Jeanne Mapes
- 1963 : Le Collier de fer (Showdown) de R. G. Springsteen : Estelle
- 1969 : La Descente infernale (Downhill Racer) de Michael Ritchie : la journaliste
- 1970 : Au-delà de la sentence (The Lawyer) de Sidney J. Furie : Alice Fiske

### Télévision
(séries, sauf mention contraire)
- 1954 : The Lone Ranger
  - Saison 4, épisode 15 Homère avec un grand chapeau (Homer with a High Hat) de Wilhelm Thiele : Cindy Powers
- 1955-1957 : Climax!
  - Saison 1, épisode 31 Wild Stallion (1955) : Laura Harriss
  - Saison 2, épisode 35 The Cicular Staircase (1956) de Ralph Nelson : Louise
  - Saison 3, épisode 19 And Don't Ever Come Back (1957 - Sally) de Jack Smight et épisode 41 The Stranger Within (1957 - Jeanne Warren)
- 1957 : Cheyenne
  - Saison 3, épisode 6 Town of Fear de Richard L. Bare : Marilee Curtis
- 1957-1962 : Maverick
  - Saison 1, épisode 10 The Jeweled Gun (1957) de Leslie H. Martinson : Daisy Harris / Daisy Haskell
  - Saison 3, épisode 13 Maverick Springs (1959) d'Arthur Lubin et épisode 25 The Misfortune Teller (1960) d'Arthur Lubin : Melanie Blake
  - Saison 4, épisode 7 A Bullet for the Teacher (1960 - Flo Baker) et épisode 12 Kiz (1960 - Kiz Bouchet) de Robert Douglas
  - Saison 5, épisode 1 Dade City Dodge (1961 - Marla) d'Irving J. Moore, épisode 11 The Troubled Heir (1962 - Marla) de Sidney Salkow et épisode 13 One of Our Trains Is Missing (1962 - Modesty Blaine) de Lee Sholem
- 1958 : La Grande Caravane (Wagon Train)
  - Saison 1, épisode 23 The Mark Hanford Story de Jerry Hopper : Ann Jamison
- 1958 : Suspicion
  - Saison 1, épisode 37 Œil pour œil (Eye for Eye) : Lurene Guthrie
- 1958-1961 : 77 Sunset Strip
  - Saison 1, épisode 2 Lovely Lady, Pity Me (1958) de Douglas Heyes : Ann
  - Saison 2, épisode 10 Secret Island (1959) de George Waggner : Carol Miller
  - Saison 3, épisode 1 Attic (1960 - Vetta Nygood), épisode 14 The Valley Caper (1960 - Abigail Allen) de Robert Douglas et épisode 23 Strange Bedfellows (1961 - Martiza Vedar)
  - Saison 4, épisode 2 The Desert Spa Caper (1961 - Claire Dickens) de Robert Douglas et épisode 12 Reserved for Mr. Bailey (1961 - Melody)
- 1958-1966 : Perry Mason
  - Saison 1, épisode 20 The Case of the Lonely Heiress (1958) de László Benedek : Marylin Cartwright
  - Saison 7, épisode 3 The Case of the Drowsy Mosquito (1963) de Jesse Hibbs : Lillian Bradisson
  - Saison 9, épisode 15 The Case of the Bogus Buccaneers (1966) d'Arthur Marks : Grace Knapp
- 1959 : Rawhide
  - Saison 1, épisode 18 Le Prix du sang (Incident Below the Brazos) de Jack Arnold : Millie Wade
- 1959-1960 : Bat Masterson
  - Saison 1, épisode 22 Incident in Leadville (1959) d'Alan Crosland Jr. : Jo Hart
  - Saison 3, épisode 6 Murder Can Be Dangerous (1960) d'Herman Hoffman : Mari Brewster
- 1960 : Laramie
  - Saison 1, épisode 24 Street of Hate d'Herman Hoffman : Laurie Allen
- 1960-1968 : Bonanza
  - Saison 1, épisode 28 Les Mystères de San Francisco (San Francisco, 1960) d'Arthur Lubin : Kathleen « Quick-Buck Kate »
  - Saison 4, épisode 29 Dans la tourmente (Five Into the Wind, 1963) de William F. Claxton : Laurie Hayden
  - Saison 9, épisode 34 L'Idole des frères Cartwright (Stage Door Johnnies, 1968) de William F. Claxton : Mlle Denise
- 1961 : Thriller
  - Saison 1, épisode 24 Le Supplice du docteur Cordell (The Ordeal of Dr. Cordell) de László Benedek : Dr Lois Walker
- 1962 : Échec et mat
  - Saison 2, épisode 30 Rendezvous in Washington de William A. Graham : Pauline Spencer
- 1963 : Opération FBI à Cap Canaveral (FBI Code 98) de Leslie H. Martinson (téléfilm) : Marian Nichols
- 1963 : Route 66 (titre original)
  - Saison 3, épisode 20 ...Shall Forfeit His Dog and Ten Shillings to the King de Tom Gries : Diana Kirk
- 1965 : Le Virginien (The Virginian)
  - Saison 3, épisode 27 Farewell to Honesty : Jennifer McLeod
- 1965 : Le Proscrit (Branded)
  - Saison 2, épisode 1 Judge Not de Vincent McEveety : Laura Rock
- 1966 : Batman
  - Saison 1, épisode 21 Le Vol du Pingouin (The Penguin Goes Straight) de Leslie H. Martinson et épisode 22 Le Pingouin vole (Not Yet, He Ain't) de Leslie H. Martinson : Sophia Starr
- 1966-1969 : Cher oncle Bill (Family Affair)
  - Saison 1, épisode 6 Room with a Viewpoint (1966) de William D. Russell : Nedra Wolcott
  - Saison 3, épisode 15 A Family Group (1969) de Charles Barton : Lois Mason
- 1969 : Le Grand Chaparral (The High Chaparral)
  - Saison 2, épisode 20 La Dispute (Once on a Day in Spring) de Joseph Pevney : la comtesse Maria Kettenden von München

## Galerie photos

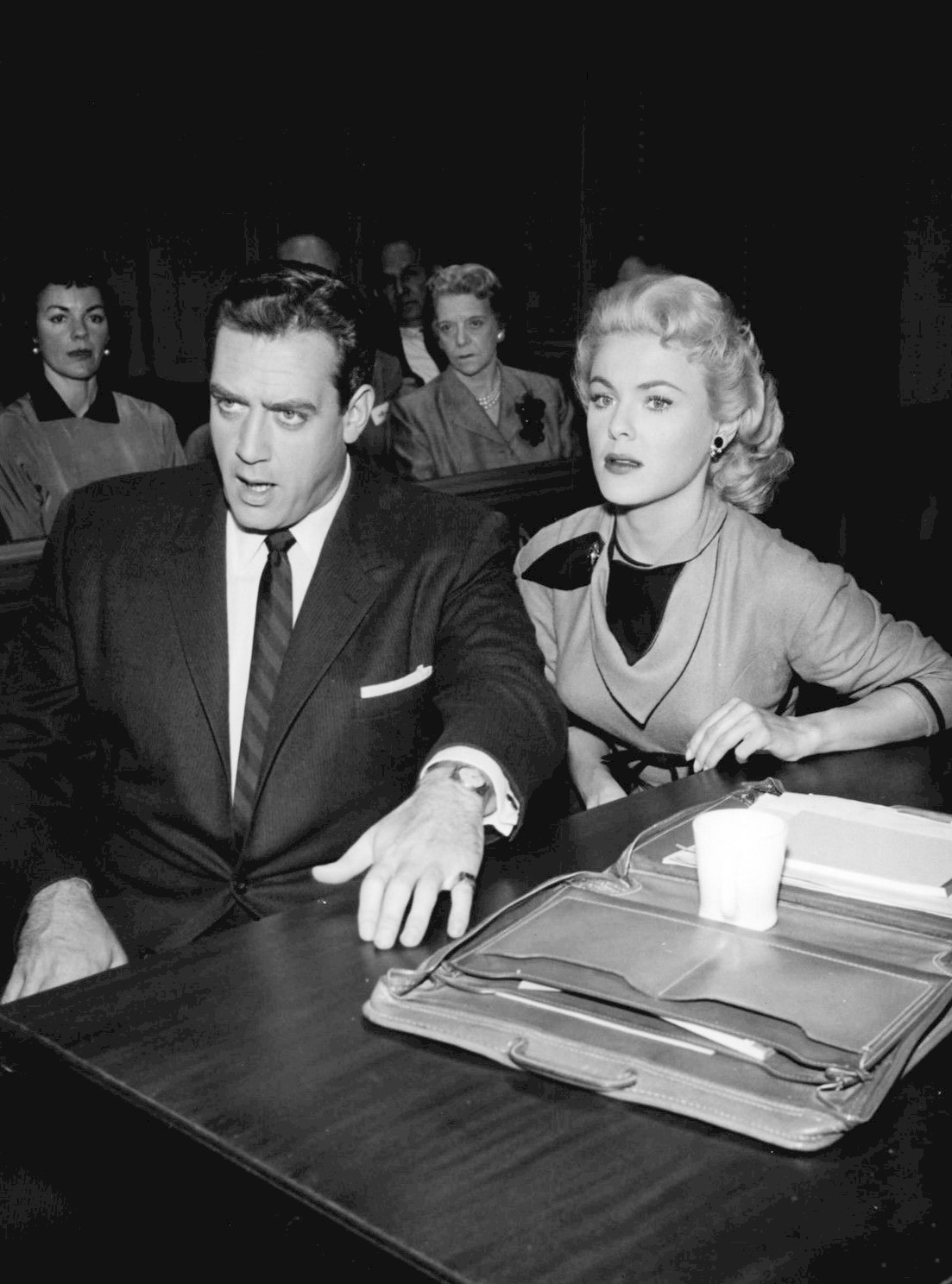
Avec Raymond Burr, dans Perry Mason, épisode The Case of the Lonely Heiress (1958)
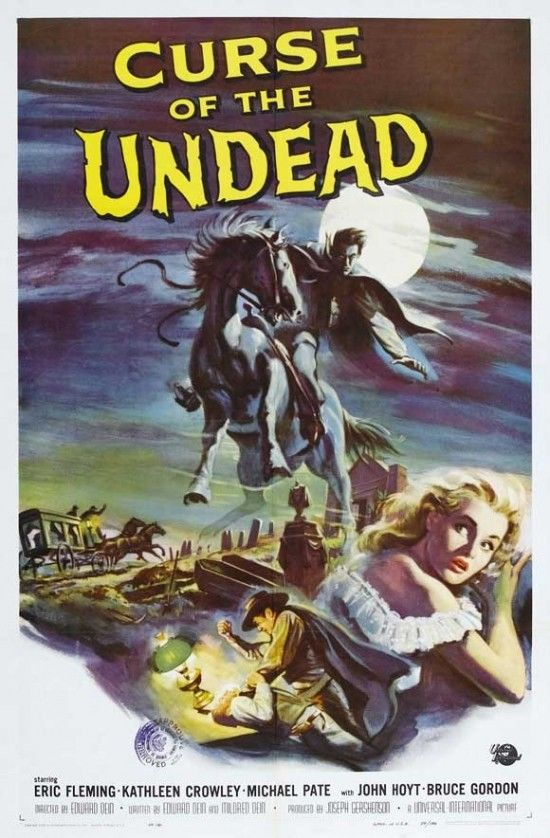
Dans les griffes du vampire (poster, 1959)
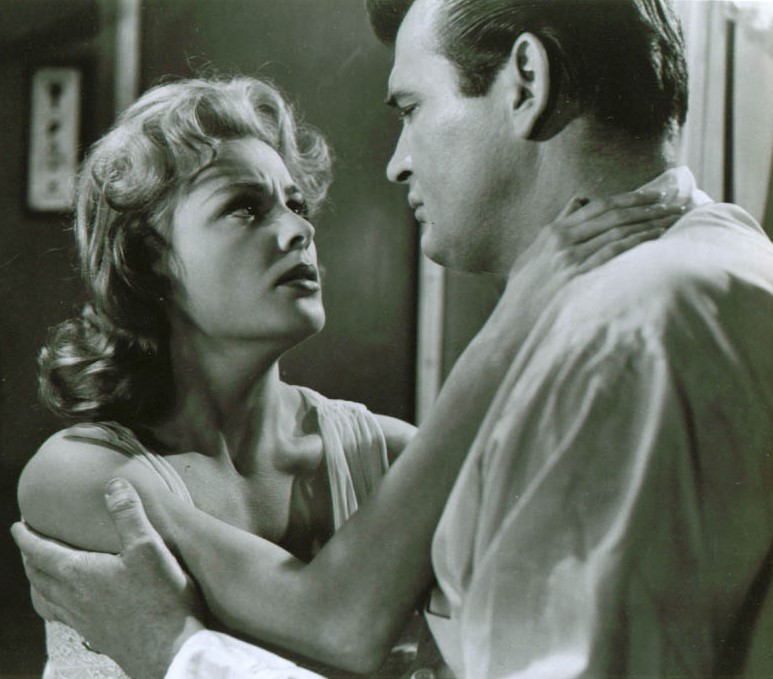
Avec Gregg Palmer, dans The Rebel Set (1959)
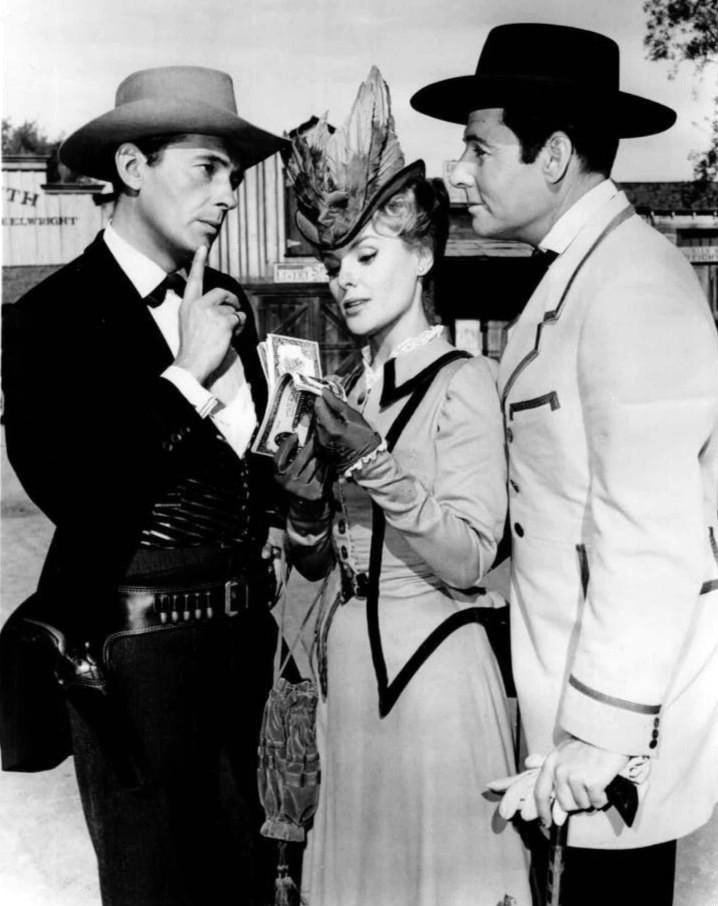
Avec Jack Kelly (à g.) et Mike Road (en), dans Maverick, épisode The Troubled Heir (1962)